# Paenula
Paenula là một chi nhện trong họ Sparassidae.